# Tarczogrotkowate

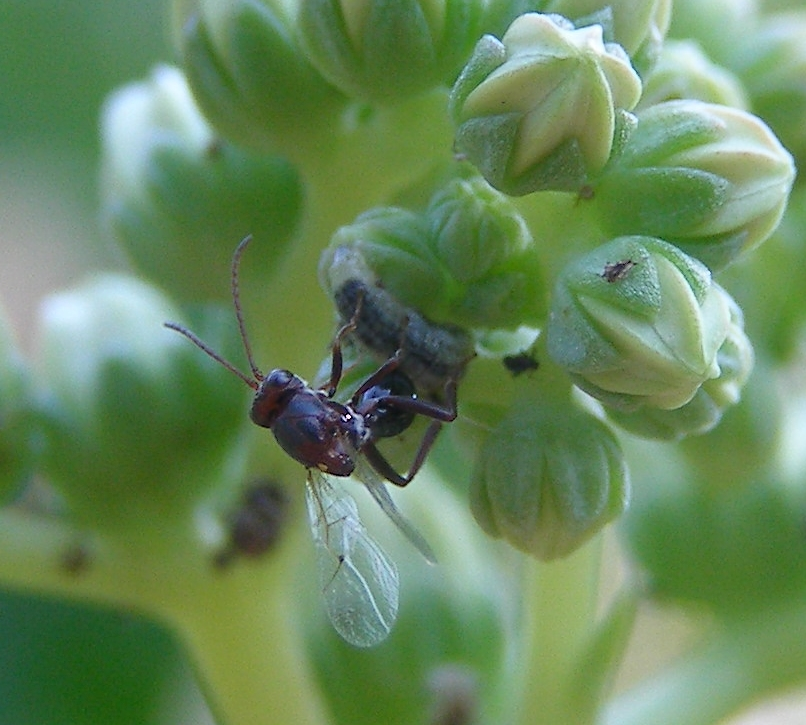
Samica Callaspidia porażająca larwę bzygowatego

Tarczogrotkowate (Aspiceratinae) – podrodzina błonkówek z nadrodziny galasówek i rodziny Figitidae, obejmująca ponad 100 gatunków. Parazytoidy muchówek z dwóch rodzin. Wyróżniają się m.in. bogatym urzeźbieniem tułowia i charakterystycznym kształtem trzeciego tergitu odwłoka.

## Taksonomia
Dawniej część autorów, np. E. Kierych, traktowała tarczogrotkowate jako osobną rodzinę. Obecnie klasyfikowane są jako podrodzina w obrębie monofiletycznej rodziny Figitidae. Monofiletyzm samych tarczogrotkowatych również jest dobrze poparty wynikami analiz.
Zalicza się tu ponad 100 gatunków, zgrupowanych w 8 rodzajach:
- Anacharoides Cameron, 1904
- Aspicera Dahlbom 1842
- Balna Cameron 1883
- Callaspidia Dahlbom 1842
- Omalaspis Giraud 1860
- Paraspicera Kieffer 1907
- Prosaspicera Kieffer 1907
- Pujadella Ros-Farré, 2007

Zaliczany tu wcześniej rodzaj Ceraspidia został przeniesiony do Figitinae i zsynonimizowany z Xyalophora, a rodzaj Conaspidula umieszczony w galasówkowatych.

## Opis
Ciało, jak na galasówki, dość duże, masywnie, przysadziście zbudowane, długości do 5 mm. Głowa i tułów są bogato urzeźbione. Na głowie zwykle silnie rozwinięte żeberko policzkowe. Dolna część twarzy silnie wgłębiona między czułkami. Tylna powierzchnia głowy płaska do lekko wklęsłej, pokryta poprzecznymi listewkami. Żeberko potyliczne silnie wyniesione. Na tarczce śródtułowia wielu gatunków obecny jest skierowany ku tyłowi kolec (grot), od którego pochodzi nazwa rodziny. Grotu brak u rodzajów Anacharoides, Callaspidia i Omalaspis. Tarczka u rodzajów Balna, Anacharoides, Callaspidia i Omalaspis ma trzy wyraźnie zaznaczone podłużne żeberka. Na tylnej, wewnętrznej powierzchni goleni odnóży tylnej pary zazwyczaj obecne podłużne listewki. Skrzydła o otwartej komórce marginalnej oraz zredukowanych: owłosieniu błony i orzęsieniu brzegu. Stylik szerszy niż dłuższy. Charakterystyczną cechą rodziny jest budowa drugiego tergitu metasomy, czyli trzeciego tergitu odwłoka. Jest on trójpłatkowy, przy czym środkowy płat jest w widoku grzbietowym języczkowato wydłużony ku tyłowi. Z kolei w widoku bocznym tergit ten ma formę wyraźnie siodełkowatą. Tergit ten jest generalnie nagi, ale u rodzajów Balna, Callaspida, Omalaspis i Anacharoides ma małą, środkowo-grzbietową łatkę włosków, usytuowaną w zagłębieniu.

## Biologia i występowanie
Wszyscy przedstawiciele rodziny są wewnętrznymi parazytoidami mszycożernych muchówek z rodzin: bzygowatych (Syrphidae) i srebrnikowatych (Chamaemyiidae). Ich larwy rozwijają się w ciele larw wymienionych muchówek i są koinobiontami, tj. nie powodują wstrzymania rozwoju larwy gospodarza. Po opuszczeniu ciała żywiciela larwy Figitidae żerują jeszcze przez jakiś czas zewnętrznie na jego poczwarce
Europę, w tym Polskę zasiedlają trzy rodzaje: Aspicera, Callaspidia i Omalaspis. W Polsce występuje co najmniej 5 gatunków.